# Gabriel Malric
Pour les articles homonymes, voir Malric.
Gabriel Malric est un homme politique français, né le 20 février 1775 à Sigean (Aude) et mort dans cette ville le 12 novembre 1837.

## Biographie
Il est élu le 15 mai 1815 représentant de l'arrondissement de Narbonne à la Chambre des Cent-jours. Il est le grand-père de Joseph Malric qui fut lui aussi député de l'Aude.

## Sources
- « Gabriel Malric », dans Adolphe Robert et Gaston Cougny, Dictionnaire des parlementaires français, Edgar Bourloton, 1889-1891 [détail de l’édition]